# اولگا انگل
اولگا انگل (انگلیسی: Olga Engl؛ ۳۰ مهٔ ۱۸۷۱ – ۲۱ سپتامبر ۱۹۴۶) یک هنرپیشه اهل اتریش بود. وی بین سال‌های ۱۸۸۷ تا ۱۹۴۵ میلادی فعالیت می‌کرد.
از فیلم‌ها یا برنامه‌های تلویزیونی که وی در آن نقش داشته است می‌توان به خاک سوزان، شبح، دانوب آبی اشاره کرد.